# وزير الشؤون الخارجية (الهند)
وزير الشؤون الخارجية (أو ببساطة وزير الخارجية) هو رئيس وزارة الشؤون الخارجية في حكومة الهند. أحد أكبر المناصب في حكومة الاتحاد، المسؤولية الرئيسية لوزير الخارجية هي تمثيل الهند وحكومتها في المجتمع الدولي. وزير الخارجية أيضا يلعب دورا هاما في تحديد سياسة الهند الخارجية. أحيانا، يتلقى وزير الخارجية المساعدة من وزير الدولة للشؤون الخارجية أو من الأقل رتبة نائب وزير الشؤون الخارجية.
أول وزير خارجية للهند، جواهر لال نهرو، تولى المنصب أيضا خلال فترة رئاسته للوزراء لمدة 17 عاما؛ وهو بذلك يظل أطول من خدم في هذا المنصب. العديد من رؤساء الوزراء أيضا تولوا منصب وزير الخارجية ولكن لم يحدث مطلقا أن تولى المسئولية وزير آخر في الحكومة. عدد من وزراء الخارجية كذلك أصبحوا فيما بعد رؤساء للوزارة.
وزير الشؤون الخارجية الحالي هي سوشما سوراج من حزب بهاراتيا جاناتا والتي خلفت سلمان خورشيد من حزب المؤتمر الوطني الهندي في 26 مايو 2014.

## قائمة بوزراء الخارجية
| رقم  | الاسم                    | صورة | مدة الخدمة     | مدة الخدمة     | الحزب السياسي (تحالف)                            | الحزب السياسي (تحالف)                                                                          | رئيس الوزراء |
| ---- | ------------------------ | ---- | -------------- | -------------- | ------------------------------------------------ | ---------------------------------------------------------------------------------------------- | ------------ |
| 1    | جواهر لال نهرو           |      | 2 سبتمبر 1946  | 27 مايو 1964   | المؤتمر الوطني الهندي                            | جواهر لال نهرو                                                                                 |              |
| 2    | جولزاريلال ناندا         | -    | 27 مايو 1964   | 9 يونيو 1964   | المؤتمر الوطني الهندي                            | جولزاريلال ناندا (قائم بالأعمال)                                                               |              |
| 3    | لال بهادور شاستري        |      | 9 يونيو 1964   | 17 يوليو 1964  | المؤتمر الوطني الهندي                            | لال بهادور شاستري                                                                              |              |
| 4    | سواران سينغ              | -    | 18 يوليو 1964  | 14 نوفمبر 1966 | المؤتمر الوطني الهندي                            | لال بهادور شاستري أنديرا غاندي                                                                 |              |
| 5    | م.ك.تشاجلا               |      | 14 نوفمبر 1966 | 5 سبتمبر 1967  | المؤتمر الوطني الهندي                            | أنديرا غاندي                                                                                   |              |
| 6    | أنديرا غاندي             |      | 6 سبتمبر 1967  | 13 فبراير 1969 | المؤتمر الوطني الهندي                            | أنديرا غاندي                                                                                   |              |
| 7    | دينيش سينغ               | -    | 14 فبراير 1969 | 27 يونيو 1970  | المؤتمر الوطني الهندي                            | أنديرا غاندي                                                                                   |              |
| (4)  | سواران سينغ              | -    | 27 يونيو 1970  | 10 أكتوبر 1974 | المؤتمر الوطني الهندي                            | أنديرا غاندي                                                                                   |              |
| 8    | ياشوانترو تشافان         | -    | 10 أكتوبر 1974 | 24 مارس 1977   | المؤتمر الوطني الهندي                            | أنديرا غاندي                                                                                   |              |
| 9    | أتال بيهاري فاجبايي      |      | 26 مارس 1977   | 28 يوليو 1979  | حزب جاناتا                                       | مورارجي ديساي                                                                                  |              |
| 10   | شيام ناندان براساد ميشرا | -    | 28 يوليو 1979  | 13 يناير 1980  | حزي جاناتا (علماني)                              | تشاران سينغ                                                                                    |              |
| 11   | بي في ناراسيمها راو      |      | 14 يناير 1980  | 19 يوليو 1984  | المؤتمر الوطني الهندي                            | أنديرا غاندي                                                                                   |              |
| (6)  | انديرا غاندي             |      | 19 يوليو 1984  | 31 أكتوبر 1984 | المؤتمر الوطني الهندي                            | أنديرا غاندي                                                                                   |              |
| 12   | راجيف غاندي              |      | 31 أكتوبر 1984 | 24 سبتمبر 1985 | المؤتمر الوطني الهندي                            | راجيف غاندي                                                                                    |              |
| 13   | بالي رام بهغت            | -    | 25 سبتمبر 1985 | 12 مايو 1986   | المؤتمر الوطني الهندي                            | راجيف غاندي                                                                                    |              |
| 14   | بي شيف شانكار            | -    | 12 مايو 1986   | 22 أكتوبر 1986 | المؤتمر الوطني الهندي                            | راجيف غاندي                                                                                    |              |
| 15   | ن.د.تيواري               | -    | 22 أكتوبر 1986 | 25 يوليو 1987  | المؤتمر الوطني الهندي                            | راجيف غاندي                                                                                    |              |
| (12) | راجيف غاندي              |      | 25 يوليو 1987  | 25 يونيو 1988  | المؤتمر الوطني الهندي                            | راجيف غاندي                                                                                    |              |
| (11) | بي في ناراسيمها راو      |      | 25 يونيو 1988  | 2 ديسمبر 1989  | المؤتمر الوطني الهندي                            | راجيف غاندي                                                                                    |              |
| 16   | في بي سينغ               |      | 2 ديسمبر 1989  | 5 ديسمبر 1989  | جاناتا دال (جبهة وطنية)                          | في بي سينغ                                                                                     |              |
| 17   | إ.ك.جويرالال             |      | 5 ديسمبر 1989  | 10 نوفمبر 1990 | جاناتا دال (جبهة وطنية)                          | في بي سينغ                                                                                     |              |
| 18   | فيديا تشاران شوكلا       | -    | 21 نوفمبر 1990 | 20 فبراير 1991 | حزب ساماجوادي جاناتا                             | شاندرا شيخار                                                                                   |              |
| 19   | مادهافزيني سولانكي       | -    | 21 يونيو 1991  | 31 مارس 1992   | المؤتمر الوطني الهندي                            | بي في ناراسيمها راو                                                                            |              |
| (11) | بي في ناراسيمها راو      |      | 31 مارس 1992   | 18 يناير 1993  | المؤتمر الوطني الهندي                            | بي في ناراسيمها راو                                                                            |              |
| (7)  | دينيش سينغ               | -    | 18 يناير 1993  | 10 فبراير 1995 | المؤتمر الوطني الهندي                            | بي في ناراسيمها راو                                                                            |              |
| 20   | براناب مخرجي             |      | 10 فبراير 1995 | 16 مايو 1996   | المؤتمر الوطني الهندي                            | بي في ناراسيمها راو                                                                            |              |
| 21   | سيكاندر بخت              | -    | 21 مايو 1996   | 1 يونيو 1996   | حزب بهاراتيا جاناتا                              | أتال بيهاري فاجبايي                                                                            |              |
| (17) | إ.ك.جويرالال             |      | 1 يونيو 1996   | 18 مارس 1998   | جاناتا دال (جبهة وطنية)                          | إتش دي ديفي جودة إ.ك.جويرالال السيدة كامالا سينها وزير الدولة للشؤون الخارجية (مسئولية مستقلة) |              |
| (9)  | أتال بيهاري فاجبايي      |      | 19 مارس 1998   | 5 ديسمبر 1998  | حزب بهاراتيا جاناتا (التحالف الوطني الديموقراطي) | أتال بيهاري فاجبايي                                                                            |              |
| 22   | جاسوانت سينغ             |      | 5 ديسمبر 1998  | 23 يونيو 2002  | حزب بهاراتيا جاناتا (التحالف الوطني الديموقراطي) | أتال بيهاري فاجبايي                                                                            |              |
| 23   | ياشوانت سينها            |      | 1 يوليو 2002   | 22 مايو 2004   | حزب بهاراتيا جاناتا (التحالف الوطني الديموقراطي) | أتال بيهاري فاجبايي                                                                            |              |
| 24   | ناتوار سينغ              |      | 22 مايو 2004   | 6 نوفمبر 2005  | المؤتمر الوطني الهندي (التحالف التقدمي المتحد)   | مانموهان سينغ                                                                                  |              |
| 25   | مانموهان سينغ            |      | 6 نوفمبر 2005  | 24 أكتوبر 2006 | المؤتمر الوطني الهندي (التحالف التقدمي المتحد)   | مانموهان سينغ                                                                                  |              |
| (20) | براناب مخرجي             |      | 24 أكتوبر 2006 | 22 مايو 2009   | المؤتمر الوطني الهندي (التحالف التقدمي المتحد)   | مانموهان سينغ                                                                                  |              |
| 26   | إس إم كريشنا             |      | 22 مايو 2009   | 26 أكتوبر 2012 | المؤتمر الوطني الهندي (التحالف التقدمي المتحد)   | مانموهان سينغ                                                                                  |              |
| 27   | سلمان خورشيد             |      | 28 أكتوبر 2012 | 26 مايو 2014   | المؤتمر الوطني الهندي (التحالف التقدمي المتحد)   | مانموهان سينغ                                                                                  |              |
| 28   | سوشما سوراج              |      | 26 مايو 2014   | تشغل المنصب    | حزب بهاراتيا جاناتا (التحالف الوطني الديموقراطي) | ناريندرا مودي                                                                                  |              |

## روابط خارجية
- Official Website of Ministry of External Affairs
- MEA Library